# Xestia albimacula
Xestia albimacula là một loài bướm đêm trong họ Noctuidae.